# Justicia spiculifera
Justicia spiculifera är en akantusväxtart som beskrevs av Raymond Benoist. Justicia spiculifera ingår i släktet Justicia och familjen akantusväxter. Inga underarter finns listade i Catalogue of Life.